# Sphaerocionium nitidulum
Sphaerocionium nitidulum là một loài thực vật có mạch trong họ Hymenophyllaceae. Loài này được (Bosch) K. Iwats. miêu tả khoa học đầu tiên năm 1982.